# 広東システム

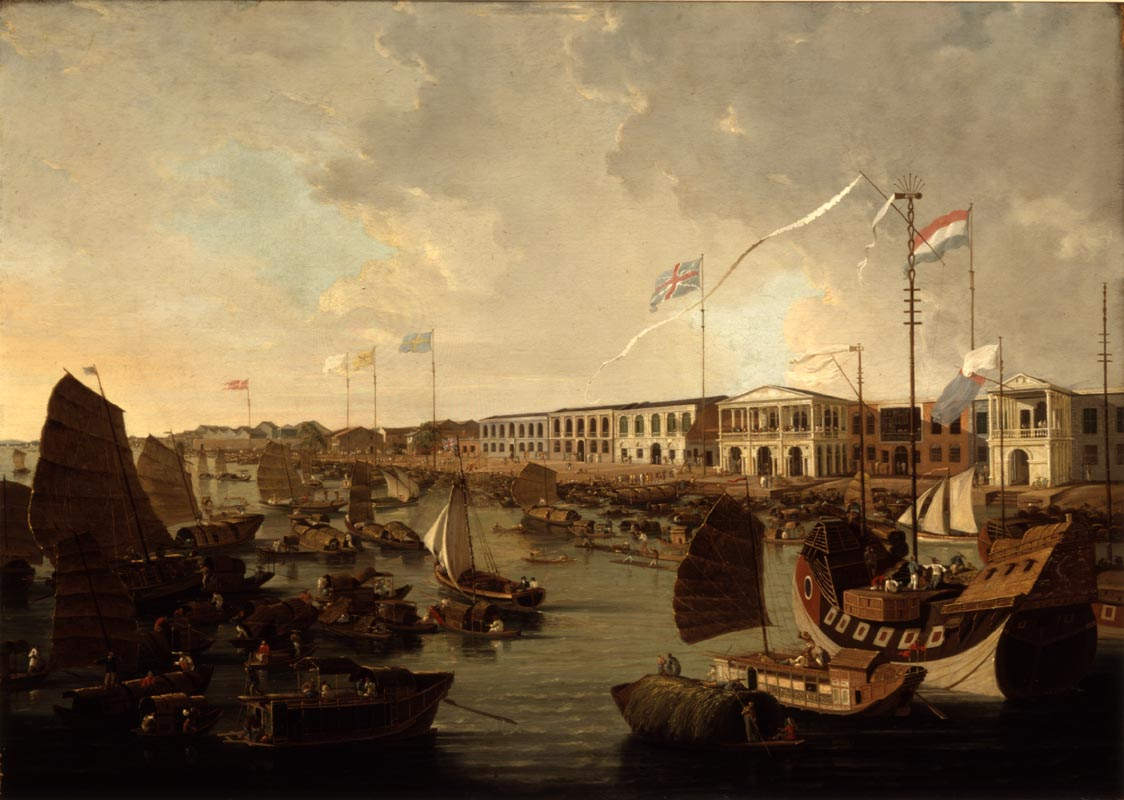
広東のファクトリー（1805年 - 1806年）

広東システム（カントンシステム、英:Canton System）は、中国の清朝中期から後期（1757年 - 1842年）における、清国とヨーロッパ諸国（のちに米国も加わる）との間で行われた貿易管理体制である。「カントン体制」「広東貿易体制」などとも。ヨーロッパ商人との交易を広東（広州）1港のみに限定し、独占的商人を通じて行った貿易体制であり、日本の江戸時代のいわゆる「鎖国」体制における長崎出島での管理貿易体制（長崎貿易）と類似する。従来の中華帝国の交易スタイルであった「朝貢」貿易の一形態と見なされることも多いが、実際は朝貢形式の儀礼コストを省略し、広州現地における商人どうしの通商行動を重視した「互市」システムと理解する方が的確である（後述）。

## 前史：広東システム成立までの軌跡

### 海禁から互市へ
広東（広州港）は古来から南洋・インド洋諸国に対する貿易港として機能していた。しかし清朝が成立した当初は、鄭氏政権などの反抗勢力が外国商人と連携することを恐れたことや、明朝の対日政策を継承して、日本を倭寇の拠点として警戒したことから、海外交易を制限する海禁政策がとられた。
17世紀終盤になると三藩の乱の平定（康煕20年（1681年））、鄭氏政権の帰順（康煕22年（1683年））など国内の安定化に伴い、康煕帝は1684年に海禁を解除し、海関（税関）の設置などの措置を行った上で、外国との貿易を公認した。当初はマカオ（澳門）など4つの港が外国と互市（=貿易）を行う場所と定められた。日本・カンボジアをはじめフランス・オランダなどの「互市」諸国は従来の朝貢国（正朔=暦法を奉じ、清朝の年号を用いて臣従する国）とは異なり、中商（国内商人）と夷商（外国商人）が港を通じて交易を行う関係として把握され、区別された。

### 広東一港体制へ
外国との交易をめぐり、広州を管理する粤海関（1685年設置）は、閩海関の管轄下の厦門、浙海関の管轄下の寧波と競争関係にあった。18世紀半ばには、各地の物産が多く集まる江南を後背地とする上、取引高の大きい対日本交易を担った寧波が優位に立つ。浙海関は寧波の行政区内になる舟山群島の定海に、西洋の船舶が寄港する区域を設けたため、英国商人たちが定海に赴いて、生糸・茶などを買い付けるようになると、広州の衰退は目に見えてきた。そのため、広州に利権をもつ満洲旗人や官僚などが朝廷に働きかけ、乾隆22年（1757年）に乾隆帝は、西洋人との交易の窓口を広州に限定するようにと上諭を出したのである。。貿易港が広州だけに制限された理由は、西洋船を広州に集中させることで、利益は広東だけにとどまらず、江西省など広範囲に及ぶことも上諭のなかで理由の一つに挙げられている。当時、江南はすでに日本との交易（長崎貿易）をほぼ独占しており、それに加えて西洋人までも寧波に集中すれば、華南が取り残され国全体のバランスが崩れる可能性があったためである。

### 広東十三行と関税徴収システム
中国では牙行と呼ばれる仲買人の活動が活発であり、明代後期に海禁が緩和され国外貿易が許された際にも、数ある牙行の中から一部の者に取引を集約させ同時に徴税も代行させ、彼等を通じて全ての商人を把握する方策が採られた。明朝の跡を継いだ清朝もまた同様に、国内交易・国外貿易を問わず徴税に当たる牙行を当局が設定し、徴税と牙行の商取引が一体化した制度を敷いていた。広州でこうした牙行は数十行あったが、康煕58年（1720年）以降、西洋貿易の取り扱いは広東十三行と呼ばれる特権商人ギルド に制限された（「行」はギルド・グループを意味する）。
こうした制度はヨーロッパ人の目には前近代的なギルドの独占、あるいは保護貿易政策と映った。しかし重商主義のもとで国内産業の保護政策が採られていた当時のヨーロッパ諸国とは異なり、黙っていても海外へ物産が売れる清朝では貿易に関する諸政策は国内産業の保護というより平和の維持や治安維持の側面が強く、広東十三行による貿易の独占も課税強化のための施策であった。
上記の乾隆帝上諭では、ヨーロッパ諸国との貿易を広州1港に制限すると同時に、貿易を特権商人のみに認めた、すなわち「西洋商人を対象に、交易港を広東1港に限定し、特権商人に貿易を行わせる体制」であり、この上諭をもって広東システムの成立とする。

## 広東システム下の外交・通商

### 保商制度

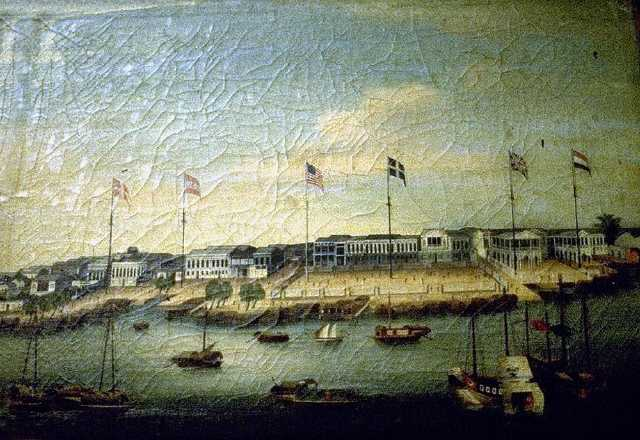
広東のファクトリー（夷館）。（左から）デンマーク、スペイン、アメリカ、スウェーデン、イギリス、オランダ。1780年。

広東システム下でヨーロッパ商人は、西洋からの航海を経て、ポルトガルが居留権を得ていたマカオに滞在した後、貿易シーズンである10月から1月に限り、行商人が設置した広州港の夷館区域（西洋商人からはファクトリー(Canton Factory)と呼ばれた外国人居留区域）内に移った。この間、ヨーロッパ商人たちは夷館区域内に活動が限定され、清国の国内商人との直接取引は禁止された。貿易に際し、広東十三行の中から1行を「保商(security merchant)」に指名する必要があり、指名された保商はその外国船の交易に伴う納税、現地の清朝当局との連絡・交渉など一切を受け持ち、外国人と清国政府との直接的な交渉は禁じられた。ヨーロッパ人に提示される商品価格は関税のほか、はしけや倉庫の使用料等の諸経費を含んだものであったがその詳細な内訳は開示されず、ヨーロッパ人は税の詳細を知る機会は与えられなかった。またヨーロッパ人は保商の認可の下でそれ以外の者とも取引することは出来たが、その際には保商に一定の金額を支払わなければならなかった。
清朝が保商制度を敷いた目的は課税強化にあった。広東十三行ら牙行は自身の取引と同時に取引相手から徴税を行い、それを海関に納税することになっていた。しかし商業に対する法的保護が十分ではなかった清朝では大資本の集中・蓄積が困難であって牙行は十分な余剰資金を持たず、実際には購入品を転売しその代金から関税を捻出していた。一方、当時イギリスが輸出に力を入れていた毛織物製品は中国では需要が薄く、牙行が輸入品を売りさばくまでに時間を要し、滞納や一部未納等、税の安定的納入に問題が生じていた。こうした状況に対し、資力の豊富な牙行に納税の責任を負わせ、関税納入の安定化を図ろうとしたのが保商制度であった。
この体制は保商に権限が集中するとともに、何らかのトラブルが生じた場合、清当局がその責任を保商に転嫁する傾向を生じ、後にアヘン密輸が激増した時にも有効な禁止策が打てない理由となっていく。

### 華夷秩序と近代的条約の齟齬

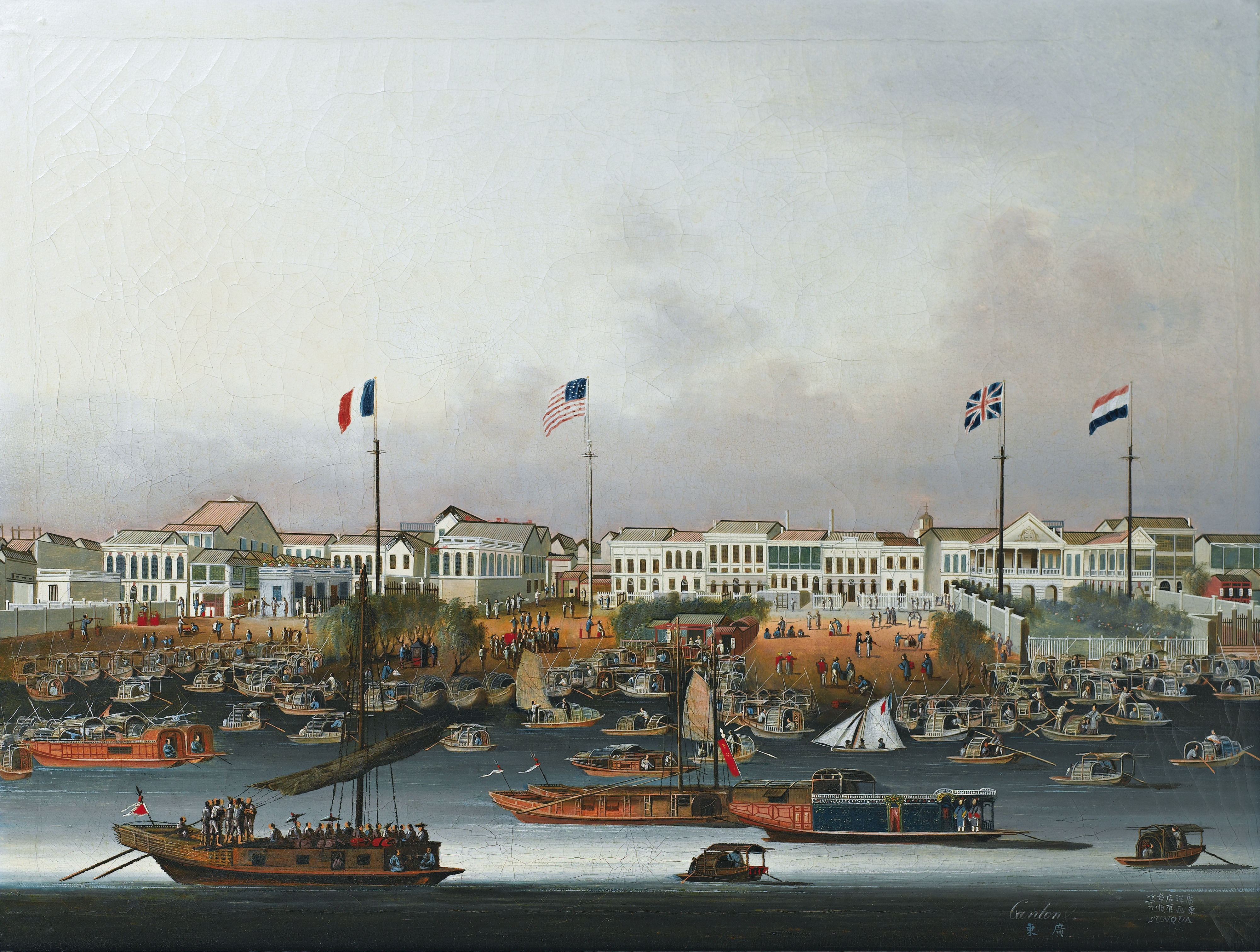
1830年．広州

広東システム下では、輸出品（生糸など）に量的な制限が儲けられたり、輸出禁止措置（最高級生糸、米、塩、亜鉛など）もとられ、外国側と紛争が発生した際には、その国との貿易が一時的に停止された。このような一方的な制限が行われたのは、当初清側では「華夷秩序」に基づいてこれらヨーロッパ諸国を「朝貢国」と見なし、商人との間で行われた貿易も「朝貢貿易」が変形したものと位置づけられていたことに由来する。ヨーロッパ商人は1759年制定の「防範夷人章程」という規則によって生活や行動が厳しく制限されていた。このため、自国と外国商人の通交を禁ずる、いわゆる「海禁」政策や、従来型の朝貢貿易の典型例と見なされることも多いが、実際には広州港を通じた限定貿易体制に近く、税関にあたる粤海関監督を初めとする清国官僚と、保商と呼ばれる広東十三行の中から選ばれた商人に責任を負わせる半官半民的な管理貿易体制であり、李氏朝鮮や琉球などの朝貢国とは異なる互市として位置づけられていたことが『皇朝文献通考』『大清会典』などの史料から窺える。これは日本の江戸幕府がオランダ東インド会社に対して貿易港を長崎出島1箇所に限定して、行動を制限しつつ管理貿易を行っていた「出島体制」に対比でき、カトリック宣教師の排除という共通点も見られる。
しかし、ヨーロッパ商人、なかでも産業革命を経て商業が勃興した英国の商人たちにとって、各種交渉が必ず保商を通じて行わなければならず、直に地方政府・中央政府と交渉できないことは不便の極みであった。中でも外国人に関する裁判を清側が行おうとしがちな傾向は、清側の司法システムに不信感を持つヨーロッパ人にとっては、抵抗が大きかった。たとえば乾隆49年（1784年）、英国船が広州湾で祝日の礼砲を撃った際、誤って清側の役人を死傷させる事故が発生。激怒した清国側は、船の貨物管理員を人質として、居留地を封鎖、貿易も停止したうえ、砲手の引き渡しを求めた。英国側が仕方なく引き渡しに応じたところ、直ちに清側の法にしたがって死刑に処されるという事件があった。こうした状況の打開を図るため、清朝との正式な国交・通商条約などを結ぶことが、現地英国商人から本国へ要請されていく。
これらの声を受け、英国王ジョージ3世は、広東1港に限定された交易港の拡大や、特権商人による独占交易の制限、関税率などの改善のため、1792年にジョージ・マカートニーを首席全権とする初の国王使節として派遣し、できうれば通商条約を締結しようと試みた。マカートニーを乗せたライオン号は翌1793年、広東システムを回避して清朝中央政府と直接に交渉するため、広東には立ち寄らず、直接、渤海湾の大沽に入港した。
しかし清側ではこれは朝貢使節と認識されており、熱河（現:承徳市）で避暑中の乾隆帝への謁見時にマカートニーは三跪九叩頭の礼（清への朝貢国の使節がとる、3回ひざまずき9回頭を地面にすりつける礼）を要求された。マカートニーはこれを拒否し、英国式に皇帝の手に接吻するスタイルで拝謁したものの、貿易改善交渉、条約締結は拒絶され、むなしく帰国した。
約20年後の1813年にもアマーストが国王使節として派遣されたが、1816年にやはり三跪九叩頭の礼を要求され、これを拒否したため、嘉慶帝への拝謁がかなわず、やはり目的を果たせずに帰国した。
清側から見れば、華夷秩序の作法を解せぬ国である英国との交渉に清朝官吏が携わることはできず、英国側から見れば煩わしい作法を受け入れ英国の威厳を傷つけることはできなかったため、結局両者とも国家間の公式な交流としては扱わず、民間商人である保商と半国策会社であった英国東インド会社（以下、EICと略称）による民間交易を行うことで、互いの面子に関わる問題を起こさずに貿易を行う体制が慣例化した。保商とEICの互恵関係は微妙なバランスのもと相互依存を続け、保商が資金難の際にEICが融資を行ったり、EICの不良船員が広東で起こした問題を保商が隠密に処理するなどの癒着まで見られた。

### 貿易の拡大と保商制度の空洞化
EICの対清貿易参入以降、産業革命によるイギリス側の購買力増加の影響もあり貿易は年々拡大していき、EICのカウンターパートナーである保商に対しても多大な影響を与えた。当時の中国商人に大資本の蓄積は困難であったため保商たちは清朝高官から融資を受け、それを通じて彼等と癒着しヨーロッパ人から「大官の商人(Great Mandarines Merchants)」と呼ばれる者も出現していた。しかし1760年代以降、貿易の拡大と共にEICは保商に対し茶の購入代金の前貸しを行うようになり、保商の資金借り入れ先は清朝高官からEICへシフトしていった。
さらに貿易の拡大は、輸入品の転売が困難なことから保商の財政状況を極度に悪化させていた。広東システムの下で貿易に参入できる中国商人は制限されていたが、実際には保商たちの間でも競争は熾烈であり、不利な条件で輸入品を購入し転売に失敗して倒産する事態が起きていたのである。海関当局は公行を設立して価格の統一と過当競争の抑制を図り保商の保護を行おうとしたが、EICが茶の購入代金の前貸しと絡めて個別交渉を行ったことから公行は機能せず、1780年代以降になると保商の相次ぐ倒産が発生する。また倒産までには至らずとも、財政が悪化した保商たちは洋貨店（shopkeeper、もしくはoutside merchant）と呼ばれる本来対西洋貿易の資格のない中国人商人たちに名義を貸して貿易を許すようになっていった。こうした洋貨店はカウンターパートナーに「地方貿易商人(Country Trader)」と呼ばれるインド在住の英国人あるいはインド人・華僑などで貿易に従事する民間商人を選択し、この地方貿易商人－洋貨店ルートがアヘン貿易の担い手となる。

## 広東システムと英国東インド会社

### アヘン取引の増大
広東システム下、英国にとって清国との交易品として重要だったものには絹製品、陶磁器などがあったが、中でも最も利益の高いものは茶であり、特に18世紀後半からは英国内での需要の急増に伴い、輸入額が飛躍的に増大した。18世紀前半には清の茶輸出先として英国が占める割合は35%前後であったが、大量消費地であった英国本国で1784年に施行された帰正法により、茶の関税率が119%から12.5%に大きく引き下げられたこともあり、1790年代には清国の全輸出の77%を占めるまでになった。輸入量も1710年代は91トンであったが、18世紀半ばになると1,360トンに急増、1800年には約11,000トンにも及んだ。茶の取引の決済には主に銀が用いられ、大量の銀がEICによって清国へもたらされる。1751年の資料ではこの年の英国船が持ち込んだ商品総額130,000ポンドのうち、実に120,000ポンドが茶などを購入するための銀であったという。
このような旺盛な茶需要を原因とする莫大な貿易赤字を穴埋めするため、EICはインド植民地で産出されたアヘンを清国へ売り込むことになる。すでに清朝は1729年にポルトガル商人がゴアから持ち込んだアヘンに対して、すぐさま禁令を出していたが、1773年にEICはベンガル地方産のアヘンを専売制下に置き、少量のアヘンを秘密裏に広東に持ち込むことを開始した。EICは清朝の禁令に配慮し、地方貿易商人にアヘンの輸送を委託していた。このアヘンの取引を銀に限定することで、茶輸入で支払われる銀を相殺しようとしたのである。地方貿易商人はインド産のアヘン・綿花を広東で販売した売上銀をEIC広東財務局に支払い、EICの為替手形と交換。EICはそうして得た銀を茶の買い付け資金としたのである。さらにEICはアヘンを贅沢な箱に詰め、「パトナ」「ワーラーナシー」などの高級ブランドとすることで、さらに附加価値を高め、輸出を公然と拡大していった。

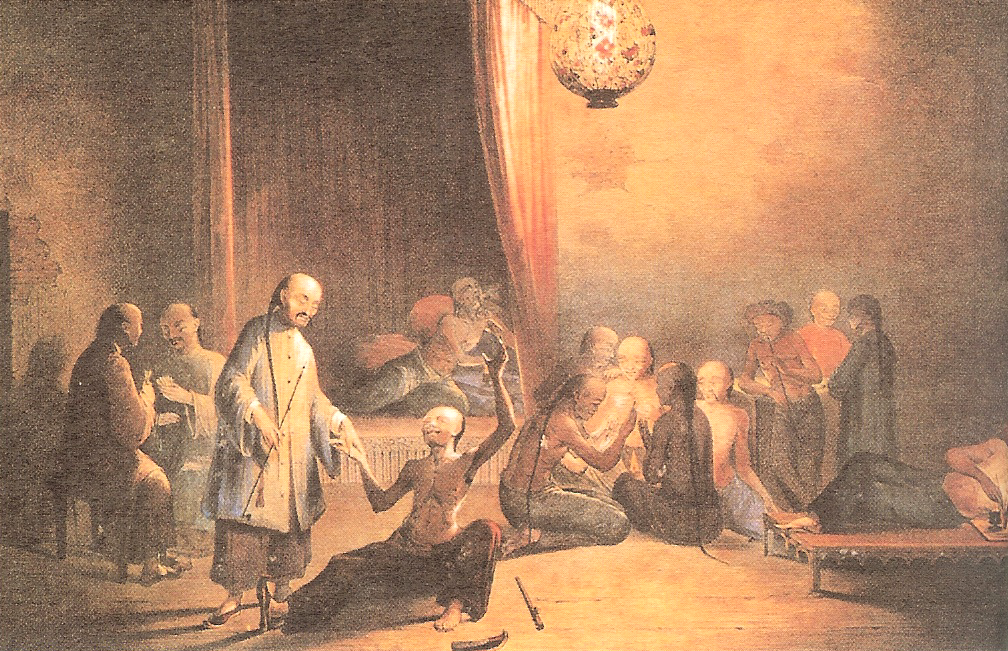
18世紀清の阿片窟

増加するアヘン中毒者に苦慮した清朝政府は、嘉慶元年（1796年）にも新たなアヘン禁止令を発布するが、EICは地方貿易商人たちを隠れ蓑としてアヘン交易には全く関与していないと主張。しかし実際にはアヘン販売に関わる貿易会社に対し、EICの供給するアヘン以外の扱いを禁じており、EICがアヘン輸出を独占していることは公然の秘密であった。こうして広東へのアヘン流入量は19世紀に入ると急増。1793年にはすでに清英間の輸出入が均衡し、19世紀に入るとむしろ清側の輸入超過となり、1816-1833年にはアヘン輸出が英国の全輸出の34%を占めるにいたり、逆に清国からの銀の流出が問題視されるようになっていった。
1800-1820年のアヘン年間流入量は270-300トン程度であったが、1820年代に入ると1,140トンと激増した（うち600トンがEIC管理下の製品）。1830年代には1,200トン前後で推移した。アヘン戦争直前の1838年には2,400トンに達し、この量はアヘン常飲者の平均量から計算して400万人分に相当し、当時の清国人口（約4億人）の100人に1人が吸引していた計算になる。

### 東インド会社の没落と銀の流出
しかし、この頃（19世紀初頭）になると地方貿易商人は独自の行動をとり始め、EICの専売下から外れていたマールワー地方で産出されたアヘンを用い1817年に品種改良した安価なマールワー・アヘンを新たなブランドとして清国へ輸出。EICが取り扱う高級ブランドアヘンと競合したため、EICによる独占体制は次第に崩壊していく。たとえば1827-28年の対清貿易額ではEICが1328万ドル（輸入452万、輸出876万）、地方貿易商人が2600万ドル（輸入1584万、輸出1016万）、1833-34年にはEICが1245万ドル（輸入436万、輸出809万）、地方貿易商人が3200万ドル（輸入1912万、輸出1288万）と、むしろ地方貿易商人がEICの2倍から3倍の取引となり、差も開いていくようになる。
また1821年以来、アヘン密輸は珠江河口外の零丁洋上に停泊する「躉船（とんせん）」と呼ばれたアヘン専用貯蔵船で行われていたが、1830年代に入ると地方貿易商人のアヘン船が広東以外にも、遠く遼東半島まで北上して密輸するようになったり、逆に広東以外からも清国船がやってきて、躉船からアヘンを仕入れるなどの動きも出始めた。この結果、広東の取引額シェアは5割程度となっていき、アヘン密貿易は広東システムの枠外へと拡大する。この状況に危機感を抱いた広東地域の官僚や行商人は、アヘン密貿易を広東システム枠内に呼び戻して利権を確保すべく、アヘン貿易の合法化を推進。1836年には太常寺少卿許乃済によって、アヘン貿易の合法化、民間人アヘン吸飲の合法化、国内におけるケシ栽培などのアヘン合法化案が正式に道光帝に提出された。しかしこの提案は広東地域以外の猛烈な反撥を招き、かえって1838年に黄爵滋が、常用者に極刑を適用すべきとする上奏案を提出するなど、アヘン厳禁論を喚起することになり、陶澍・林則徐など革新派官僚の賛同を得ていく。
加えて英国本国における自由貿易要求の高まりから、保商との貿易をEICが独占する体制に批判が集まり始める。1801年にロンドンに成立した国際金融市場の存在は、インド-清-英本国というEICを支える三角貿易構造に転換を迫る圧力となった。
さらに、広東貿易に米国商人が進出してきたこともEICの独占体制崩壊の一因となった。18世紀末以来、米国商人は茶を現銀で購入していたが、EIC支配から脱した地方貿易商人はマールワー・アヘンの利益で米国手形を購入するようになっていったのである。このため、米国商人の取扱高は1833年までに英国の貿易額の半分に達していた。米国商人が銀でなく米国手形で茶貿易を決済するようになった結果、1827年頃から逆に銀が中国から流出し始める。法定レートでは、銀一両（約37.3グラム）が銅銭1,000文に相当したが、銀が流出しだした結果、銀高銅安となり、銀一両が1,500から2,000文と急激に銀高が進行。地丁銀制により、清国内の税金は銀納が義務づけられていたため、事実上の増税となって納税者を苦しめるとともに、大幅な税収の減収となって清朝の財政にも深刻な打撃を与えることとなった。
こうしたなか、1834年にEICの独占権は撤廃されることになり、EICは商取引を全面停止。以後は英国のインド統治機関としての機能のみとなって対清交易からは完全に撤退した。EIC広東委員会に代わって、広東貿易の管理と自国民保護、保商のカウンターパートとなる機関として、英国政府は貿易監督官を創設、初代としてウィリアム・ネイピア海軍大佐を広東に派遣した。ネイピアはパーマストン外相から清朝政府との直接交渉を模索せよとの訓令を受けており、いよいよ清英両国が直接交渉する時代が始まっていく。

### アヘン戦争へ

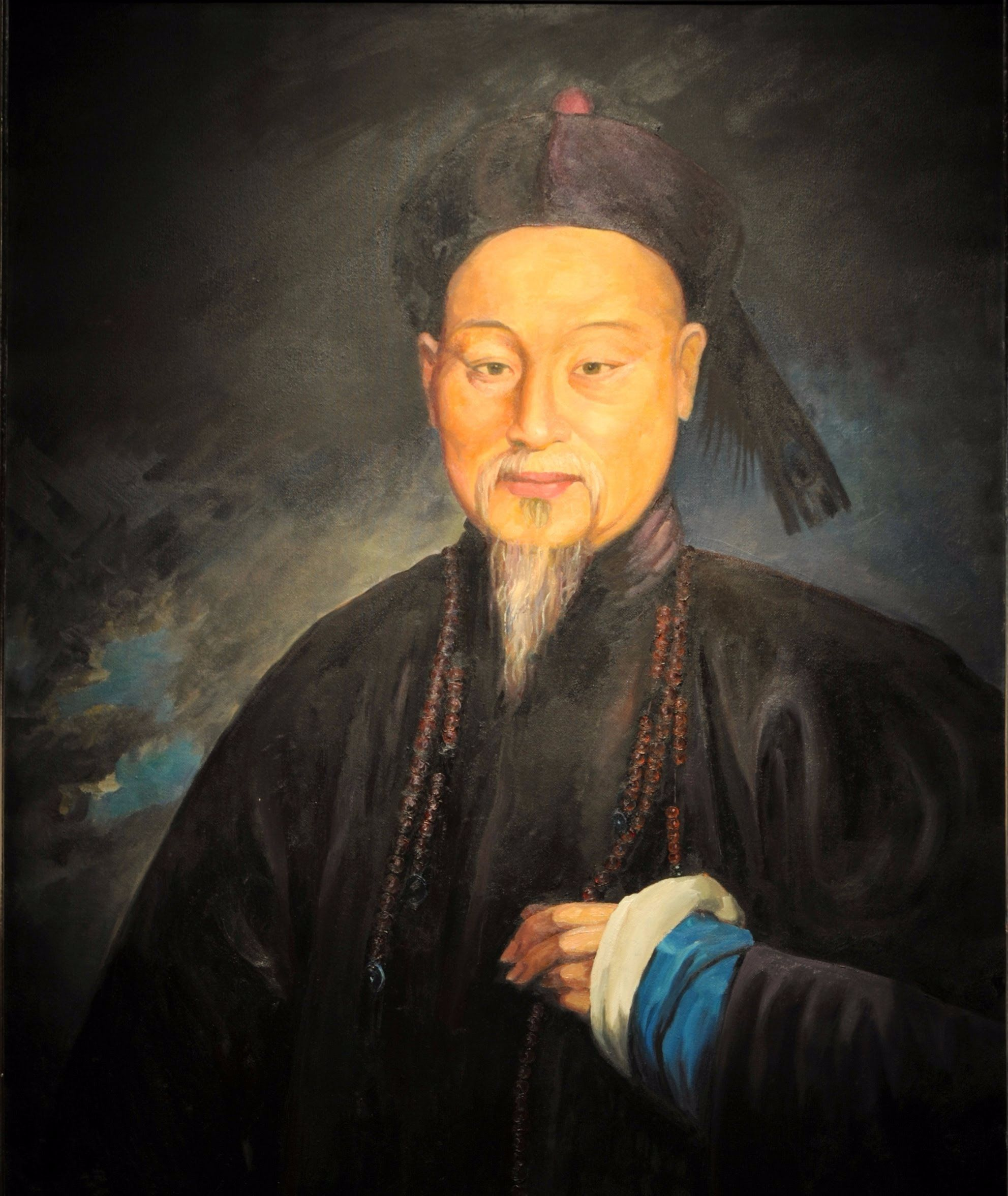
林則徐

EICの独占下に甘んじてきたジャーディン・マセソン商会を初めとする新興貿易商社の後押しを受け、ネイピアは従前の広東システムの慣行を無視して、英海軍フリゲート艦で乗り込み、保商を通さず両広総督（広東省・広西省を統治）盧坤との直接交渉を要求するなど強硬姿勢で臨む。しかし、清側はネイピアの要求をことごとく却下。結局ネイピアは何ら外交を上げることなくマカオに退去させられ、1834年10月11日に客死した。ネイピアの後任となったジョン・デービス、ジョージ・ロビンソン、チャールズ・エリオットらはいずれもネイピアの失敗を受けて、茶貿易において融和的政策をとったため、ジャーディン・マセソン商会は不満を高め、広大な市場を求めて広東港外の沿海部に独自の販売ルートを開拓していくことになった。このため道光17年（1837年）に清朝政府が発令した国外退去命令でジャーディン・マセソンは真っ先に名指しされることになる。いっぽう一向に解決しないアヘン取引の増大に、道光18年（1838年）道光帝は改革派官僚の林則徐を欽差大臣に任命して広東に派遣、武力によるアヘン密輸の取り締まりに当たらせた（虎門銷煙）。しかし林の強攻策は英国側の反撥を招き、ついに1840年から2年間にわたってアヘン戦争が勃発することとなった（詳細は阿片戦争を参照）。

## 広東システム停止とその後

### 南京条約締結

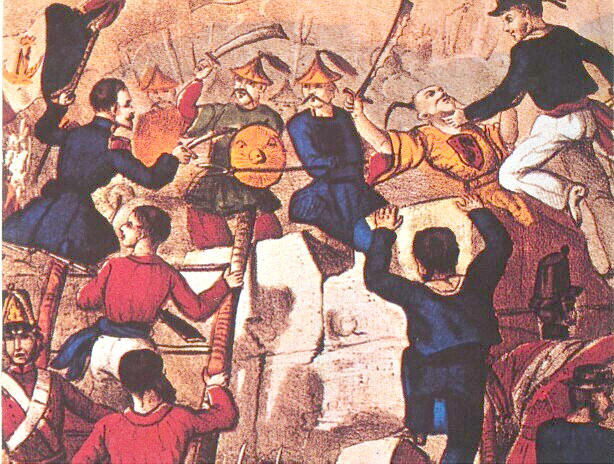
広州に侵入する英仏連合軍

アヘン戦争の敗北の結果、1842年清朝は英国との間に南京条約を締結（翌年、虎門寨追加条約を締結）。南京条約では広州のほかに、福州・廈門・寧波・上海の計5港が開港地として規定され、公行制度の廃止、貿易自由化、対等な交渉などが定められ、ここに広東システムは形式上解体された。道光24年（1844年）にはアメリカ・フランスとの間にも同様な望厦条約・黄埔条約が締結された。
南京条約締結の席上における欽差大臣伊里布の発言「イギリスが望むものは通商だが、中国が望むものは徴税」が示唆するように、イギリス側が独占や付加税の強化と捉えた保商や公行は、清にとっては関税徴収のための制度であった。南京条約で保商制度が廃止されると清側が懸念したように脱税が横行することになり、ヨーロッパ人が総税務司を務める洋関が設立されるまでこの混乱は続いた。
英国は開港により、インド綿の販売先として清国の広大な市場に期待していたが、綿輸出は横ばい状態であり、実際にはアヘン輸出と茶輸入が急激に拡大したのみで、貿易構造自体には変化は無かった。貿易自由化により一時は多数の中国商人が貿易に参入するが、関税納入の重責から解放された旧保商たちは、資力・茶買付のコネクション・港湾の適地に持つ倉庫などの利点を生かして活動を続け、貿易の担い手はほとんど変わることはなかった。しかし、1840年代末から茶の買い付けに新たな商人が参入するようになると茶の輸出ルートは広東から上海へ移行し、旧保商の活動は衰退する。
外交交渉に関しては、欽差大臣に任命された両広総督と英国領となった香港島に駐在する香港総督の対等交渉が謳われたものの、欽差大臣は皇帝の裁可無く交渉を行えなかったため、これまでの交渉と大して変わらず、英国側のいらだちは募っていく。咸豊4年（1854年）に英国は条約改正を要求したが、咸豊帝（1850年即位）の宮廷で排外的な思潮が強まっていたこと、およびクリミア戦争などの英国側の事情により、交渉は進展しなかった。そんななか、1856年にアロー号事件を契機としてアロー戦争（第二次アヘン戦争）が開戦。これにも敗北した清朝は英・露・米・仏から天津条約を突きつけられるが、批准を拒否したため、英仏軍の再襲来を招き、結局咸豊10年（1860年）に北京条約の締結を余儀なくされた。

### 総理衙門創設と上海システム
従前の清代史研究では、2度のアヘン戦争敗北後による不平等条約の締結が広東システムを崩壊させ、やがて西欧列強による植民地化を招き、その後革命へと続いていくという歴史の流れから、南京・北京条約を画期として重視する「ウェスタンインパクト（西洋の衝撃）論」が主流を占めていた。しかし、近年では両条約は一部の西洋諸国との関係が変化したのみで、それ以外の国々との関係や国内通商には本質的に変化はなかったとし、むしろ開港の以前と以後の連続性を重視した「朝貢貿易システム論」「アジア間交易論」や、広東が上海に置き換わっただけとする「上海システム論」などが提唱されている。南京・北京条約についても、当初は必ずしも不平等とは捉えられておらず、それが自覚されるようになったのも1890年代から20世紀初頭にかけてであった。
2次にわたるアヘン戦争の結果、清朝は広東システムを解体し、新たに沿岸各港を開港し、咸豊11年（1861年）には総理各国事務衙門という担当機関を設置したが、清側には近代ヨーロッパ的な「外交」を行っているという意識はなかった。1860年代から、それまで「夷務」と呼称されていた外国事務が「洋務」と言い換えられていくが、1890年代以降のように「外務」と呼ばれるまでには至らなかった。「洋務」の主な内容は、これまでの「互市」という語から「通商」という語で表現されるようになった。そして、新たに通商の管轄拠点となった上海を中心に新たな「上海システム」が形成されていくことになる（さらに後に天津が加わる）。この新体制において清から見た他国は、条約を締結した「有約通商之国」（英仏米露）、条約を締結しないまま通商を行う「無約通商之国」、「それ以外の国」および従来からの朝貢国に区分していた。
1854年の日米和親条約と1857年の日米修好通商条約によって、欧米諸国に対して開港した日本（江戸幕府）も、またこの「上海システム」への参入を図っている。1862年には幕府が派遣した千歳丸が渡清（五代友厚・高杉晋作らが乗船していたことでも知られる）。ただし千歳丸はオランダ商船として税関の手続を行い、上海の道台（地方官）に接見する際もオランダ領事が随行していた。今後日本が継続的に上海で交易するため、駐在領事派遣も含めた新たな体制づくりを交渉しにきたものであり、上記の「それ以外の国」から「無約通商之国」への格上げを図ったものである。。日本の開港は上海の貿易ハブ港としての重要性をさらに増大させていた。実際、1860年代から英国商人が日本に大量に綿布を輸出するようになったが、実際にはそれら商品は、英国からもたらされたものではなく、上海で輸入されたものであることが判明している。ただし、千歳丸の後に2回派遣された健順丸とあわせ都合3度に渡る交渉に対し清国側の疑念が強く、進展しないまま江戸幕府は崩壊。明治維新を経て成立した新政府は、万国公法に基づく対等な国家関係を希求していくようになる（1871年に日清修好条規を締結）。

## 広東システム体制下の清国研究
広東システム施行以前の17世紀後半から18世紀前半にかけて、ヨーロッパの知識人たちにとって、清国の社会は実体ではなく憧憬を抱かせる虚像として理想化されたため、シノワズリ（中国趣味的な美術様式）などの流行が見られた。しかし18世紀後半に入ると、モンテスキューやアダム・スミスらのように、清国を理想郷として捉えるのではなく、「アジア的停滞と専制」の社会として批判的に受け止める思想家が現れはじめる。それら現実的な批判の根拠として、EICや使節団による清の見聞録が一助となった。
1793年に英国から派遣されたマカートニー使節団の目的の一つは、清国の情勢を探ることもあったため、使節団の中に清国研究家も含まれていた。使節団の書記官で副使格だったジョージ・ストーントンは帰国後の1797年に『使節団実記』を著し、北京-大沽-広東の内地旅行の詳細や清国社会に関するエッセイとして英国に紹介された。またこの著書を手伝った使節団会計係のジョン・バローも1804年に『中国旅行記』を公刊している。1804年に広東に渡来した宣教師ロバート・モリソン（馬礼遜）は1809年からEICの通訳官となり、中英辞典の編纂を行っている。1822年にマカートニーは「現状においてはヨーロッパ諸国民に比べると一個の半野蛮国民となっている」と、モンテスキューの見解に近い評価を与えている。
また、EICファクトリー書記官のジョン・デービスは、EICの商業活動停止後も広東に残り、ネイピア死後の第2代貿易管理官に就任したが、1836年には大著『中国論(The Chinese)』を出版している。こうした一連の著作により、同時代のあるがままの清国事情がヨーロッパに紹介されていったのである。